# Regurgitation (Verdauungstrakt)

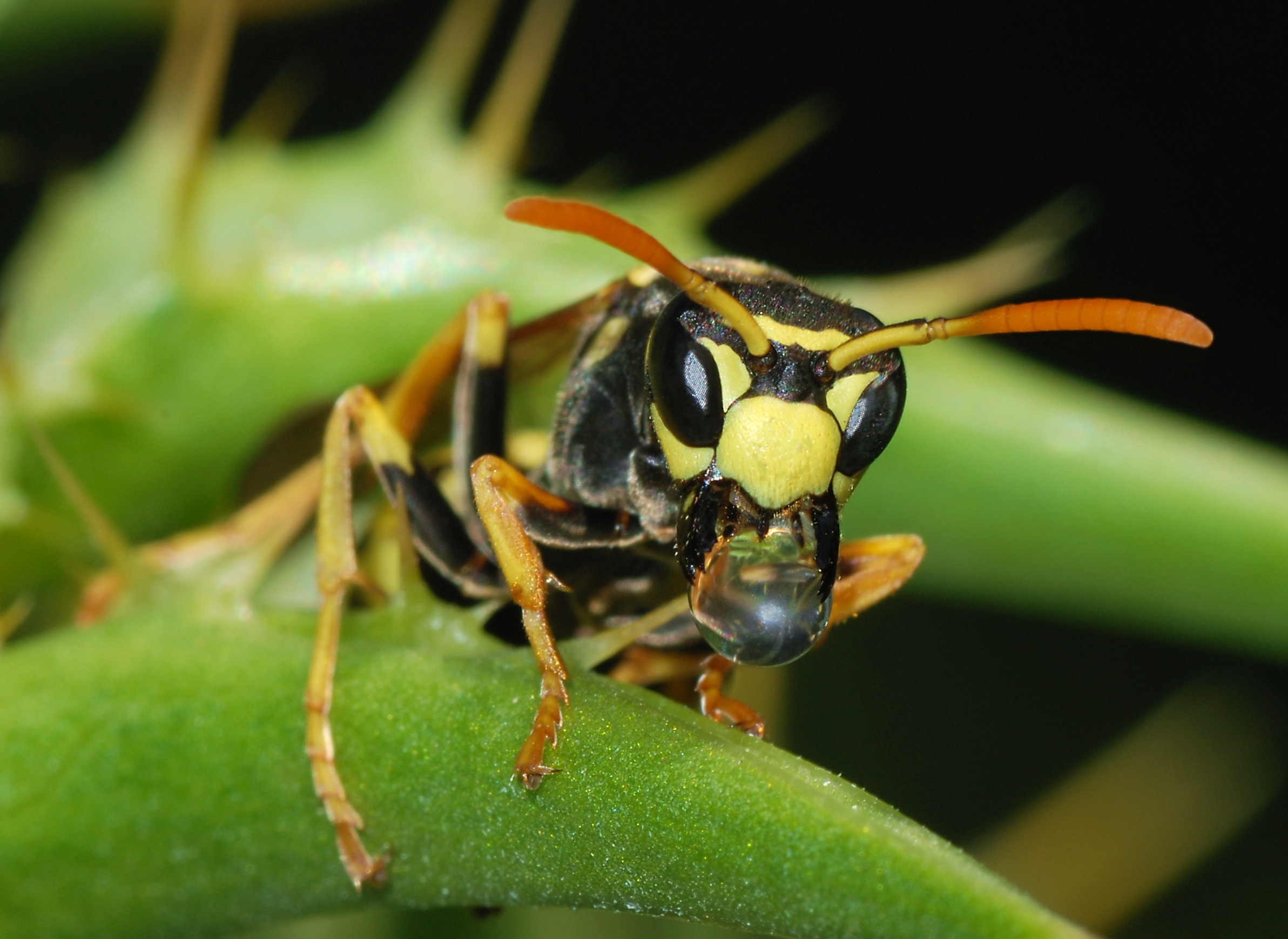
Gallische Feldwespe beim Regurgitieren einer Flüssigkeit, um z. B. damit das Nest zu kühlen

Die Regurgitation (lat. re „zurück“, gurges „Schlund“) ist ein Vorgang, bei dem der Speisebrei des Verdauungstraktes nicht den üblicherweise vorgesehenen Weg nimmt, sondern zurück in die andere Richtung fließt. Dieser Vorgang ist beim Menschen und bei vielen Tierarten krankhaft, bei einigen Spezies (vornehmlich Insekten) jedoch normal und lebensnotwendig.

## Regurgitation beim Menschen und anderen Säugetieren
Als Regurgitieren wird das Zurückdringen von festen oder flüssigen Nahrungsteilen aus dem Magen in die Speiseröhre und in die Mundhöhle bei bestimmten Erkrankungen der Speiseröhre bezeichnet, wie es beispielsweise bei Insuffizienz des oberen oder unteren Sphinkters (Schließmuskels) der Speiseröhre, Achalasie, oder bei Zenker-Divertikeln vorkommt. Anders als beim Erbrechen geschieht dies passiv, nicht durch Antiperistaltik. Bei Hunden ist Regurgitation ein Leitsymptom für einen Megaösophagus.
Im Falle einer Bewusstlosigkeit, z. B. nach Einleitung einer Narkose, auch bei Demenz, besteht die Gefahr, dass die Speisereste den Weg in die Luftröhre oder die Bronchien finden, Aspiration und eine Lungenentzündung (siehe auch Aspirationspneumonie) bis hin zum ARDS auslösen. Im schlimmsten Fall kann man an massivem Einatmen von Regurgitiertem ersticken. Die Erste-Hilfe-Maßnahme der stabilen Seitenlage bei überstrecktem Kopf soll diese Gefahr verringern; als einzig weitgehend sichere Maßnahme zur Atemwegssicherung und Verhinderung einer Aspiration gilt jedoch die endotracheale Intubation.

## Regurgitation bei Vögeln
Zahlreiche Vogelarten regurgitieren unverdauliche Nahrungsreste als sogenanntes Gewölle oder Speiballen. Das Futter für ihre Jungvögel sammeln manche Vögel im  Kropf und würgen es bei der Fütterung aus diesem hervor.
Bei Vögeln tritt pathologisches Regurgitieren häufig bei Kropfentzündungen oder Kropfsteinen auf.

## Regurgitation in der Insektenwelt
Wenn eine Ameise an den Fühlern berührt wird, würgt sie vorhandene Nahrung hervor, die die berührende Ameise dann frisst. Dieser Vorgang wird ebenso Regurgitation genannt. Auf diese Art kann eine Nahrungsquelle in weniger als einer halben Stunde auf alle Individuen eines Ameisenvolkes verteilt werden.
Eine Fliege regurgitiert ein zersetzendes Enzym auf ihre potenzielle Nahrung, um diese außerhalb ihres Körpers zu verdauen. Anschließend wird die verflüssigte Nahrung so zusammen mit dem Enzym in den Rüssel aufgesaugt. Fliegen haben keinen Magen und daher auch keine andere Möglichkeit, strukturierte Nahrung aufzunehmen.